# غاري كرولي
غاري كرولي (بالإنجليزية: Gary Crowley)‏ هو صحفي بريطاني، ولد في 8 أكتوبر 1961.

## وصلات خارجية
- غاري كرولي على موقع ميوزك برينز (الإنجليزية)